# Comuna Kașpero-Mîkolaiivka, Baștanka
Kașpero-Mîkolaiivka (în ucraineană Кашперо-Миколаївка) este o comună în raionul Baștanka, regiunea Mîkolaiiv, Ucraina, formată din satele Kașpero-Mîkolaiivka (reședința), Katerînivka, Liubarka, Novofontanka, Novopetrivka, Svoboda și Zelenîi Hai.

## Demografie
Componența lingvistică a comunei Kașpero-Mîkolaiivka
     Ucraineană (92,75%)
     Rusă (5,02%)
     Română (1,26%)
     Alte limbi (0,39%)
Conform recensământului din 2001, majoritatea populației comunei Kașpero-Mîkolaiivka era vorbitoare de ucraineană (92,75%), existând în minoritate și vorbitori de rusă (5,02%) și română (1,26%).